# ラシード・ウォーレス
- ラシード・ウォレス

ラシード・アブドゥル・ウォーレス（Rasheed Abdul Wallace、1974年9月17日 - ）は、アメリカ合衆国・ペンシルベニア州フィラデルフィア出身の元プロバスケットボール選手であり、現在は指導者。現役時代のポジションはフォワード又はセンター。攻守ともに優れたビッグマンとして活躍し、"歩くテクニカルファウル"と呼ばれるほどテクニカルファウルが多い事でも有名な選手であった（キャリア合計で317回、カール・マローンの332回、チャールズ・バークレーの329回についで歴代3位）。また退場させられたのはNBA史上最多の29回である。

## 経歴

### ワシントン・ブレッツへ入団
ジェリー・スタックハウスらと共にノースカロライナ大学でプレイしていたウォーレスは、1995年のNBAドラフトでワシントン・ブレッツから全体4位の指名を受け、NBA選手となった。1年目は65試合に出場し51試合で先発、1試合平均10.1得点、4.7リバウンドという成績で、1995-96シーズンのオールルーキーセカンドチームに選ばれる。また、オールスターウィークエンドのイベント、ルーキーチャレンジに出場した。シーズン終了後にポートランド・トレイルブレイザーズへ放出された。

### ブレイザーズへ移籍
2000年、2001年にはNBAオールスターゲームに出場。2002年、1試合平均19.4得点という自己最高の成績を残した。しかしブレイザーズ在籍中は、感情的な行動を取る、問題のある選手と報道されることが多かった。1シーズンに受けたテクニカルファウル数のNBAリーグ史上最多の41回という不名誉な記録を持っている。また、1シーズン中に退場させられた回数でも最多記録を持っている。
2001年、デンバー・ナゲッツ戦でキャリアハイとなる42得点を挙げた。その年のプレイオフで、ブレイザーズがウェスタン・カンファレンス決勝まで進出することに貢献した。ブレイザーズ時代にはメディアに対して積極的に会見に応じることが少なく、ある試合後の会見では5つの質問全てに対して「“Both teams played hard.”（両チームとも懸命にプレイした）」と返答し、リーグから罰金を科せられたことがある。試合中に地元のファンからブーイングを浴びせられることさえあった。

### ホークスを経てピストンズへ移籍
2004年2月、ウォーレスはアトランタ・ホークスへ放出された。その後まもなくトレード期限数時間前、デトロイト・ピストンズがウォーレス獲得に動いた。ウォーレスはホークスで1試合のみに出場し、ピストンズへ移籍した。ウォーレスが移籍したことを喜んでいたブレイザーズのファンは多数いたが、その数々の問題を起こしてきたウォーレスは、「チームバスケット」を掲げるラリー・ブラウンヘッドコーチ率いるピストンズに良くなじみ、エゴを捨てたチームプレイヤーとなった。それまではファン、審判、報道関係者等、多方面から素行に関しては良い評価を得られなかったウォーレスだが、同じチームの選手や関係者ら、ウォーレスの身近な人々からの評価は移籍当初から決して悪くはなかった。移籍して数ヵ月後、ウォーレスはピストンズの主力選手として、14年ぶりのNBAファイナル優勝をデトロイトにもたらす原動力となった。その後も攻守にわたって、さらに性格面からもピストンズの核となり、チームを牽引し勝利に大きく貢献しており、ウォーレスの調子がチームの勝敗を左右するといっても過言ではなかった。また、2006年と2008年にはNBAオールスターゲームにも出場した。

### セルティックスへ移籍
2008-09シーズン後、FAとなったウォーレスは2009年7月、ボストン・セルティックスへ移籍した。この時、ウォーレス獲得のために、セルティックスのBIG3(ポール・ピアース、レイ・アレン、ケビン・ガーネット)とドック・リバースHCが直接ノースカロライナ州にあるウォーレスの自宅に赴いて説得を行ったと言われている。セルティックスでは、シックスマンとしてガーネットやケンドリック・パーキンスのインサイド陣を支え、その年のNBAファイナル出場に貢献した。ファイナルではロサンゼルス・レイカーズと対戦。ゲーム7では、ゲーム6で負傷退場したパーキンスの代わりに先発出場して奮闘したが、アンドリュー・バイナムとパウ・ガソルの "ツインタワー" を止めることは出来ず、3勝4敗で力尽きた。
2010年6月25日、現役引退を発表した。正式な引退の日時は2010年8月10日。

### ニックスでの現役引退
2012年10月3日、マイク・ウッドソンHCの求めに応じて現役復帰、ニューヨーク・ニックスと契約。NBAに復帰した。開幕戦の最終クオーターには、ウォーレスのプレーを見たいニューヨークファンの間でシードコールが起き、ウッドソンはラシードに「You wanna play some?」と声をかけ... 急遽出場した。次第にニックスにとって欠かせないプレーヤーとなり、出場時間が増え、ニューヨークファン人気も高まっていたが、怪我のためシーズンの半分以上を欠場した、4月15日のボブキャッツ戦で一端復帰し数分間プレー、フィールドゴールを記録するが、この試合が現役最後の試合となった。怪我の為プレーオフを前に再び引退を発表。

### 引退の後
2013-14シーズンからデトロイト・ピストンズのHCにブレイザーズ時代のHCであるモーリス・チークスが就任、ウォーレスも全盛期を過ごした古巣ピストンズのアシスタントコーチに就任。シーズン終了後に退任した。

## プレースタイル
フォワードの選手の中でも屈指のオールランドプレーヤー。高身長で運動能力が高く、豪快なダンクシュートから3ポイントシュートまで打てる優れたシュート能力を持っており、フリースローの成功率も高かった。また、攻撃だけなく守備も上手く、ピストンズ在籍時は守備のスペシャリストであるベン・ウォーレスと共にインサイドにおいて鉄壁の守備を誇っていた。また、ブレイザーズ在籍時にNBA解説者のジャック・ラムジーからはシャキール・オニールに対するディフェンスはリーグ一と、その守備力も高く評価されていた。しかし、インサイドでの接触プレーを避け、アウトサイドシュートを中心とするオフェンスには批判もあったが、ピストンズを優勝に導いてからは批判の声もほとんどなくなった。
以上のように、選手としてはNBA屈指の能力だが、気分にムラがあり、プレーに好不調の波が出やすく、感情的になってテクニカルファウルをとられていた。ピストンズに移籍後、テクニカルファウルの数は落ち着いたが依然として非常に多く毎年、NBAでトップクラスの数を記録していたが、キャリアの晩年のニックス時代はほぼ無くなった。
粗野で喧嘩っ早いようなイメージのあるウォレスだが、噛み付くのは審判にだけで、乱闘は起こさないし参加もしない。実はどちらかというと制止するほうに回ることが多い。
また、良くも悪くも試合で目立つキャラクターのためエゴが強いと思われがちだが、決してスタンドプレーには走らない、非常にアンセルフィッシュなチームプレーヤーである。エースとしてボールを持つ機会が多かったブレイザーズでは自分で試合を決めようとしない姿をエースらしくないと批判されたが、ロールプレーヤーとなったピストンズでは自身のスタイルとチームから求められる役割が噛み合い、カンファレンスファイナルの常連となるピストンズ黄金時代の大きな戦力になった。
腕を伸ばした状態で放つジャンプシュートは打点が非常に高く、ブロック不可能ともいわしめた。

## 個人成績

### レギュラーシーズン
| シーズン | チーム | GP   | GS  | MPG  | FG%  | 3P%  | FT%   | RPG | APG | SPG | BPG | TO   | PPG  |
| -------- | ------ | ---- | --- | ---- | ---- | ---- | ----- | --- | --- | --- | --- | ---- | ---- |
| 1995–96  | WAS    | 65   | 51  | 27.5 | .487 | .329 | .650  | 4.7 | 1.3 | .6  | .8  | 1.58 | 10.1 |
| 1996–97  | POR    | 62   | 56  | 30.5 | .558 | .273 | .638  | 6.8 | 1.2 | .8  | .9  | 1.84 | 15.1 |
| 1997–98  | POR    | 77   | 77  | 37.6 | .533 | .205 | .662  | 6.2 | 2.5 | 1.0 | 1.1 | 2.17 | 14.6 |
| 1998–99  | POR    | 49   | 18  | 28.9 | .508 | .419 | .732  | 4.9 | 1.2 | 1.0 | 1.1 | 1.63 | 12.8 |
| 1999–00  | POR    | 81   | 77  | 35.1 | .519 | .160 | .704  | 7.0 | 1.8 | 1.1 | 1.3 | 1.94 | 16.4 |
| 2000–01  | POR    | 77   | 75  | 38.2 | .501 | .321 | .766  | 7.8 | 2.8 | 1.2 | 1.8 | 2.05 | 19.2 |
| 2001–02  | POR    | 79   | 79  | 37.5 | .469 | .360 | .734  | 8.2 | 1.9 | 1.3 | 1.3 | 1.66 | 19.3 |
| 2002–03  | POR    | 74   | 74  | 36.3 | .471 | .358 | .735  | 7.4 | 2.1 | .9  | 1.0 | 1.89 | 18.1 |
| 2003–04  | POR    | 45   | 44  | 37.2 | .442 | .341 | .742  | 6.6 | 2.5 | .8  | 1.6 | 1.93 | 17.0 |
| 2003–04  | ATL    | 1    | 1   | 42.0 | .333 | .167 | 1.000 | 6.0 | 2.0 | 1.0 | 5.0 | 3.00 | 20.0 |
| 2003–04  | DET    | 22   | 21  | 30.6 | .431 | .319 | .704  | 7.0 | 1.8 | 1.1 | 2.0 | 1.32 | 13.7 |
| 2004–05  | DET    | 79   | 79  | 34.0 | .440 | .318 | .697  | 8.2 | 1.8 | .8  | 1.5 | 1.61 | 14.5 |
| 2005–06  | DET    | 80   | 80  | 34.8 | .430 | .357 | .743  | 6.8 | 2.3 | 1.0 | 1.6 | 1.06 | 15.1 |
| 2006–07  | DET    | 75   | 72  | 32.3 | .423 | .351 | .788  | 7.2 | 1.7 | 1.0 | 1.6 | 1.25 | 12.3 |
| 2007–08  | DET    | 77   | 76  | 30.5 | .432 | .356 | .767  | 6.6 | 1.8 | 1.2 | 1.7 | 1.12 | 12.7 |
| 2008–09  | DET    | 66   | 63  | 32.2 | .419 | .354 | .772  | 7.4 | 1.4 | 0.9 | 1.3 | 0.89 | 12.0 |
| 2009–10  | BOS    | 79   | 13  | 22.5 | .409 | .283 | .768  | 4.1 | 1.0 | 1.0 | 0.9 | 0.80 | 9.0  |
| Career   |        | 1088 | 956 | 33.1 | .468 | .337 | .721  | 6.7 | 1.8 | 1.0 | 1.3 | 1.55 | 14.6 |
| All-Star |        | 4    | 0   | 19.3 | .250 | .100 | .750  | 3.8 | .5  | 1.0 | .8  | 0.75 | 4.0  |

### NBAプレーオフ
| シーズン | チーム | GP  | GS  | MPG  | FG%  | 3P%  | FT%  | RPG  | APG | SPG | BPG | TO   | PPG  |
| -------- | ------ | --- | --- | ---- | ---- | ---- | ---- | ---- | --- | --- | --- | ---- | ---- |
| 1996–97  | POR    | 4   | 4   | 37.0 | .589 | .400 | .550 | 6.0  | 1.5 | .5  | .5  | 1.50 | 19.8 |
| 1997–98  | POR    | 4   | 4   | 39.3 | .489 | .800 | .500 | 4.8  | 2.8 | .5  | .5  | 1.25 | 14.5 |
| 1998–99  | POR    | 13  | 13  | 36.0 | .514 | .111 | .724 | 4.8  | 1.5 | 1.5 | .9  | 1.23 | 14.8 |
| 1999–00  | POR    | 16  | 16  | 37.8 | .489 | .615 | .773 | 6.4  | 1.8 | .9  | 1.2 | 1.44 | 17.9 |
| 2000–01  | POR    | 3   | 3   | 42.7 | .373 | .364 | .571 | 8.0  | 2.3 | .3  | 1.0 | 1.33 | 16.7 |
| 2001–02  | POR    | 3   | 3   | 41.7 | .406 | .412 | .813 | 12.3 | 1.7 | .7  | .7  | 0.67 | 25.3 |
| 2002–03  | POR    | 7   | 7   | 37.1 | .454 | .400 | .714 | 5.1  | 2.6 | .6  | .7  | 0.86 | 17.4 |
| 2003–04  | DET    | 23  | 23  | 34.9 | .413 | .243 | .767 | 7.8  | 1.6 | .6  | 2.0 | 1.87 | 13.0 |
| 2004–05  | DET    | 25  | 25  | 33.0 | .439 | .337 | .741 | 6.9  | 1.3 | 1.0 | 1.8 | 1.52 | 13.6 |
| 2005–06  | DET    | 18  | 18  | 34.9 | .430 | .405 | .527 | 6.3  | 1.8 | .6  | .8  | 1.39 | 14.1 |
| 2006–07  | DET    | 16  | 16  | 35.8 | .437 | .347 | .842 | 7.7  | 1.8 | 1.2 | 1.8 | 1.19 | 14.3 |
| 2007–08  | DET    | 17  | 17  | 34.4 | .424 | .320 | .744 | 6.4  | 1.6 | 1.1 | 1.9 | 1.71 | 13.2 |
| 2008–09  | DET    | 4   | 4   | 30.5 | .367 | .500 | .000 | 6.3  | 0.8 | 0.5 | 0.2 | 0.75 | 6.5  |
| 2009–10  | BOS    | 24  | 1   | 17.1 | .416 | .345 | .828 | 3.0  | 0.4 | 0.4 | 0.6 | 0.38 | 6.1  |
| Career   |        | 177 | 154 | 33.0 | .444 | .352 | .717 | 6.2  | 1.5 | 0.8 | 1.3 | 1.29 | 13.5 |

## その他
- 本名は「ラシード・アブドゥル・ウォレス」。ハールーン・アッ＝ラシードから由来している。
- 宗教はスンニ派。
- フィラデルフィア・フライヤーズ、フィラデルフィア・フィリーズ（MLB）のファン。ただ、好きなNFLのチームはフィラデルフィア・イーグルスではなく、カンザスシティ・チーフスのファン。
- 故郷のフィラデルフィアのために、教育を促すプログラムなどを行う団体「RWA」を創設した。
- 頭のてっぺんにはげているようにみえる部分があるが、これは白髪がかたまってしまっているとのこと。このことをからかわれることを非常に嫌う。
- 左右両利きである。オールスターゲームでは左右交互に3ポイントシュートを打つこともある。
- NIKE（ナイキ）初のエア搭載バスケットボールシューズAIR FORCE 1（エアフォースワン）のハイカットを愛用している。足首のストラップ（ベルクロ）を後ろに垂らして履くのが彼のスタイルである。
- 2004年にデトロイト・ピストンズでNBAチャンピオンに輝いた際、ウォーレスの提案で "チャンピオンベルト"が作製され、ピストンズの選手や関係者などにベルトが贈呈された。
- 審判に抗議する際の「Ball don`t lie」（ボールは嘘をつかない。）というセリフは余りにも有名で彼の代名詞である。